# Sulis Corona
Sulis Corona is een corona op de planeet Venus. Sulis Corona werd in 2000 genoemd naar Sulis, oud-Keltische godin van bronnen en geneeskrachtige wateren.
De corona heeft een diameter van 136 kilometer en bevindt zich ten zuidoosten van Audhumla Corona in het quadrangle Bereghinya Planitia (V-8).